# Peptococcus glycinophilus
Peptococcus glycinophilus è una specie di batterio appartenente alla famiglia delle Peptococcaceae.